# Райськ
Райськ (пол. Rajsk) — село в Польщі, у гміні Більськ-Підляський Більського повіту Підляського воєводства. Населення — 169 осіб (2011).

## Історія
Вперше згадується 1523 року. 16 червня 1942 року після вбивства радянськими партизанами поблизу Райська декількох німців, за наказом німецької влади було спалене село, всіх місцевих чоловіків (149 осіб) розстріляно, деяких жінок та молодь вивезено на роботу в Німеччину, решту виселено у гміни Бранськ і Ботьки, спалено дерев'яну цвинтарну церкву та розібрано парафіяльну церкву.
У 1975—1998 роках село належало до Білостоцького воєводства.

## Демографія
Демографічна структура станом на 31 березня 2011 року:
|          | Загалом | Допрацездатний вік | Працездатний вік | Постпрацездатний вік |
| -------- | ------- | ------------------ | ---------------- | -------------------- |
| Чоловіки | 82      | 7                  | 46               | 29                   |
| Жінки    | 87      | 6                  | 27               | 54                   |
| Разом    | 169     | 13                 | 73               | 83                   |

## Релігія
У селі міститься парафіяльна церква Святих Апостолів Петра і Павла. Церква в Райську була зведена ще в XVI столітті. Тоді в ній зберігалася ікона Богородиці. У 1869—1875 роках замість зруйнованої дерев'яної був зведений новий мурований храм. До райської парафії належали села: Райськ, Плютичі, Дениски, Гатьки, Гусаки, Храболи, Яцевичі, Стецевичі, Налоги та Лисе.
Під час Першої світової війни православне населення було евакуйоване у внутрішні райони Російської імперії, тому залишені без догляду парафіяльна церква та майно сильно постраждали. У 1925 році в селі заснована філія Пречистенської парафії Більська. Спочатку місцевим храмом слугувала цвинтарна церква, у 1937 році була відновлена та освячена парафіяльна церква.
16 червня 1942 року після вбивства радянськими партизанами поблизу Райська декількох німців, за наказом німецької влади було спалено дерев'яну цвинтарну церкву та розібрано парафіяльну церкву. Після війни парафію відновили. У 1957 році райська парафія налічувала 2 тис. вірян. Наприкінці 1960-х років у Райськ перевезена дерев'яна церква з Томашева.